# ГЕС Lavey
ГЕС Lavey — гідроелектростанція на південному заході Швейцарії, розташована неподалік від впадіння Рони у Женевське озеро.
Споруджена на річці гребля підняла її рівень на 8 метрів, що допомагає відводити частину води до дериваційного тунелю довжиною 4 км та діаметром 7,75 метра, який прямує через гірський масив правобережжя річки до машинного залу станції. Останній споруджено у підземному виконанні та має розміри 56 × 17,5 м і висоту 25,5 м. Його обладнано 3 турбінами типу Каплан потужністю по 31 МВт. При напорі у 40 метрів вони забезпечують виробництво 400 млн кВт·год електроенергії на рік.
Відпрацьована вода відводиться по каналу у Рону біля селища St. Maurice.
Видача продукції відбувається по ЛЕП, що працює під напругою 130 кВ.